# Jystrup (plaats)
Jystrup is een plaats in de Deense regio Seeland, gemeente Ringsted. De plaats telt 727 inwoners (2008).